# صحيفة الفرات (سوريا)
صحيفة الفرات هي صحيفة يومية سياسية تصدر عن مؤسسة الوحدة للصحافة والطباعة والنشر في مدينة دير الزور في سوريا.